# Cerro Lípez
Cerro Lípez är ett berg i Bolivia.   Det ligger i departementet Potosí, i den södra delen av landet, 400 km sydväst om huvudstaden Sucre. Toppen på Cerro Lípez är 5 929 meter över havet.
Terrängen runt Cerro Lípez är huvudsakligen bergig. Cerro Lípez är den högsta punkten i trakten. Trakten runt Cerro Lípez är nära nog obefolkad, med mindre än två invånare per kvadratkilometer.. 
Trakten runt Cerro Lípez är ofruktbar med lite eller ingen växtlighet.